# Puerta de Toledo (metropolitana di Madrid)
Puerta de Toledo è una stazione della linea 5 della metropolitana di Madrid.
Si trova sotto alla Porta di Toledo, importante piazza della capitale dove confluiscono importanti vie come la Calle de Toledo, la Ronda de Toledo, la Ronda de Segovia, il Paseo de los Pontones e la Gran Vía de San Francisco.
La stazione è ubicata tra i distretti di Arganzuela e Centro.
In superficie sono presenti diverse fermate di autolinee della EMT.

## Storia
La stazione fu inaugurata il 6 giugno 1968 con il primo tratto della linea che collegava la stazione di Callao con quella di Carabanchel.
Tra il 2003 e il 2004 la stazione fu parzialmente ristrutturata con il rifacimento delle volte, ma nonostante ciò la stazione è ancora priva di ascensori.

## Accessi
Vestibolo Puerta de Toledo
- Puerta de Toledo: Ronda de Toledo 1 (angolo con Glorieta de la Puerta de Toledo)

## Autobus

### Urbani
| Linea della EMT | Direzione                  | Fermata:                                   |
| --------------- | -------------------------- | ------------------------------------------ |
| 3               | San Amaro                  | 1855: Puerta de Toledo                     |
| 17              | Parque Europa              | 2589: Toledo-La Paloma                     |
| 18              | Villaverde Cruce           | 2589: Toledo-La Paloma                     |
| 23              | El Espinillo               | 2589: Toledo-La Paloma                     |
| 35              | Carabanchel Alto           | 2589: Toledo-La Paloma                     |
| 60              | Orcasitas                  | 2589: Toledo-La Paloma                     |
| N-L5            | Casa de Campo              | 2589: Toledo-La Paloma                     |
| 17              | Plaza Mayor                | 4780: Toledo-La Paloma                     |
| 18              | Plaza Mayor                | 4780: Toledo-La Paloma                     |
| 23              | Plaza Mayor                | 4780: Toledo-La Paloma                     |
| 35              | Plaza Mayor                | 4780: Toledo-La Paloma                     |
| N-L5            | Canillejas                 | 4780: Toledo-La Paloma                     |
| C1              | Glorieta de Cuatro Caminos | 2359: Ronda de Segovia-Pta de Toledo       |
| C2              | Glorieta de Embajadores    | 2360: Ronda de Segovia-Pta de Toledo       |
| 41              | Colonia Manzanares         | 549: P. Pontones-Ronda Segovia             |
| 17              | Parque Europa              | 549: P. Pontones-Ronda Segovia             |
| 17              | Plaza Mayor                | 593: Toledo-Pta de Toledo                  |
| 18              | Plaza Mayor                | 593: Toledo-Pta de Toledo                  |
| 23              | Plaza Mayor                | 593: Toledo-Pta de Toledo                  |
| 35              | Plaza Mayor                | 593: Toledo-Pta de Toledo                  |
| 41              | Atocha                     | 593: Toledo-Pta de Toledo                  |
| N16             | Plaza de Cibeles           | 593: Toledo-Pta de Toledo                  |
| N17             | Plaza de Cibeles           | 593: Toledo-Pta de Toledo                  |
| 18              | Villaverde Cruce           | 594: Toledo-Pta de Toledo                  |
| 23              | El Espinillo               | 594: Toledo-Pta de Toledo                  |
| 35              | Carabanchel Alto           | 594: Toledo-Pta de Toledo                  |
| N17             | Carabanchel Alto           | 594: Toledo-Pta de Toledo                  |
| 148             | Puente Vallecas            | 1883: Gran Vía San Francisco-Pta de Toledo |
| N-L3            | Legazpi                    | 1883: Gran Vía San Francisco-Pta de Toledo |
| N16             | La Peseta                  | 1883: Gran Vía San Francisco-Pta de Toledo |
| 148             | Callao                     | 1884: Gran Vía San Francisco-Pta de Toledo |
| 60              | Plaza Cebada               | 1884: Gran Vía San Francisco-Pta de Toledo |
| N-L3            | Moncloa                    | 1884: Gran Vía San Francisco-Pta de Toledo |
| N16             | Plaza de Cibeles           | 1884: Gran Vía San Francisco-Pta de Toledo |